# カリーヌ・ヴァナッス
カリーヌ・ヴァナッス（Karine Vanasse, 1983年11月24日 - ）は、カナダ出身の女優である。

## 出演作品

### 映画
- 追跡車
- スウィッチ（ソフィ・マラテール）
- 静かなる叫び
- 壊滅大津波
- 王妃マリー・アントワネット（マリー・アントワネット）
- ターニング・タイド 希望の海（マグ・エンブリング）

### テレビシリーズ
- リベンジ (テレビドラマ) （マルゴー・ルマルシャル）
- PAN AM/パンナム（コレット・ヴァロワ）
- Cardinal / カーディナル2017 (リサ・デローム)